# E-durana

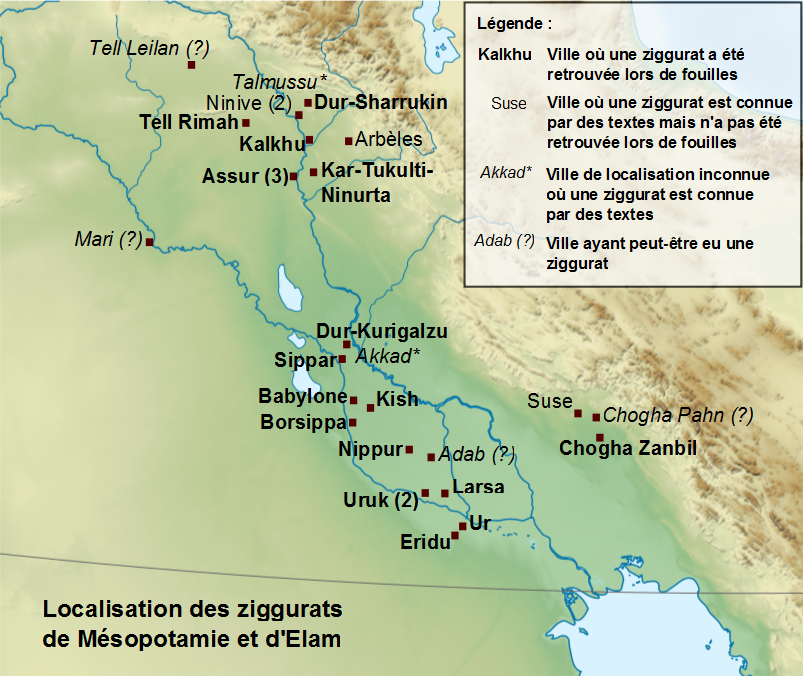
Mapa Mezopotamii i Elamu z zaznaczoną lokalizacją znanych zigguratów.

E-durana (sum. é.dur.an.na, tłum. „Dom - więź niebios”) – ceremonialna nazwa ziguratu boga Szamasza w mieście Larsa.
Ze źródeł pisanych wiadomo, iż prace budowlane przy tym ziguracie prowadził babiloński król Nabonid.